# Pix (Sistema de pago electrónico)
Pix es un sistema de pago electrónico en Brasil lanzado oficialmente el 5 de octubre de 2020, con pleno funcionamiento el 16 de noviembre de 2020. Sus claves de transacción (conocidas como claves Pix) se pueden registrar usando el número de teléfono del usuario, número de CPF o dirección de correo electrónico, o incluso a través de una clave aleatoria que permite acceder a los datos bancarios del usuario de la cuenta y realizar la transacción inmediatamente. Pix es parte del Sistema de Pago Instantáneo (SPI), que fue establecido mediante comunicado 32.927, de 21 de diciembre de 2018 del Banco Central de Brasil (BACEN) y luego actualizado mediante comunicado 34.085 de 28 de agosto de 2019.
El nombre elegido por el Banco Central, de hecho, no es un acrónimo, sino un término que hace referencia a conceptos como tecnología, transacción y píxel. La idea es que sea tan simple como un chat en las redes sociales, incluido el nombre. Al contrario de lo que muchos habían difundido anteriormente, Pix no es una criptomoneda, sino un método de pago instantáneo. Las transacciones se realizan en reales brasileños (R$).
El presidente del Banco Central, Roberto Campos Neto, afirmó que este es uno de los proyectos más importantes de la institución para ese año y señaló que Pix reducirá el costo de las transferencias y eliminará la necesidad de que las personas tengan dinero físico, lo que representa un beneficio principalmente para empresas.

## Características
Las principales características del sistema son la disponibilidad total (las 24 horas del día, los 7 días de la semana, los 365 días del año), la rapidez de las transacciones que son casi instantáneas, la comodidad de las posibilidades de pago a través de tecnologías como el Código QR, la seguridad, la multiplicidad de casos de uso y posibilidades, la información agregada, la mayor competencia que permite entre entidades financieras, además de la reposición y ahorro que ofrece frente a los TED y DOC existentes.

### Clave pix
Las claves se utilizan para vincular la información del usuario a la transferencia bancaria. Existen cuatro tipos de claves: CPF o CNPJ, dirección de correo electrónico, número de celular y una clave aleatoria generada por el sistema. No se puede utilizar una misma clave en diferentes cuentas, debiendo ser necesario registrar claves diferentes para cada cuenta de la que la persona sea titular, como por ejemplo, el CPF en una institución A, el correo electrónico en una institución B o número de teléfono celular en la institución C, no siendo posible utilizar el CPF, el mismo número de teléfono o correo electrónico en más de una institución. Las personas físicas pueden crear hasta cinco claves para cada cuenta que posean, mientras que las personas jurídicas pueden crear hasta veinte claves.
Existe mucha confusión de que la persona para recibir una transferencia a través de Pix necesita tener una clave generada, pero es posible usar los datos bancarios de la misma manera que TED y enviar la transferencia a través de Pix, en cuyo caso es necesario para que el remitente ponga el número de banco, sucursal, cuenta y CPF (o CNPJ) para realizar la transacción. Por lo tanto, la clave es simplemente un habilitador y no una necesidad.

### Sistema de pago
En principio, el sistema operará de dos formas diferentes: pago entre personas físicas y entre personas físicas y jurídicas. En ambos, la persona que paga utilizará la clave Pix del destinatario para realizar la transferencia (que en el caso de personas físicas puede ser un código QR, un enlace de pago, el código clave Pix o algunos datos personales como CPF, número de teléfono o correo electrónico del receptor, en el caso de persona jurídica, puede ser un código QR o el código Pix key del establecimiento)

## Controversias
El Pix provocó un resurgimiento de los Secuestro exprés, un tipo de delito hasta ahora "dormido". Bandas especializadas secuestran a las víctimas para obligarlas a realizar transferencias bancarias de alto valor a través del Pix. Para combatir esto, el Banco Central, en agosto de 2021, anunció algunas medidas de seguridad en la aplicación, entre ellas, la más importante es el límite de mil reales para las transferencias realizadas de noche.